# FADS2
FADS2 (англ. Fatty acid desaturase 2) – білок, який кодується однойменним геном, розташованим у людей на короткому плечі 11-ї хромосоми. Довжина поліпептидного ланцюга білка становить 444 амінокислот, а молекулярна маса — 52 259.
| 10         |  | 20         |  | 30         |  | 40         |  | 50         |
| ---------- |  | ---------- |  | ---------- |  | ---------- |  | ---------- |
| MGKGGNQGEG |  | AAEREVSVPT |  | FSWEEIQKHN |  | LRTDRWLVID |  | RKVYNITKWS |
| IQHPGGQRVI |  | GHYAGEDATD |  | AFRAFHPDLE |  | FVGKFLKPLL |  | IGELAPEEPS |
| QDHGKNSKIT |  | EDFRALRKTA |  | EDMNLFKTNH |  | VFFLLLLAHI |  | IALESIAWFT |
| VFYFGNGWIP |  | TLITAFVLAT |  | SQAQAGWLQH |  | DYGHLSVYRK |  | PKWNHLVHKF |
| VIGHLKGASA |  | NWWNHRHFQH |  | HAKPNIFHKD |  | PDVNMLHVFV |  | LGEWQPIEYG |
| KKKLKYLPYN |  | HQHEYFFLIG |  | PPLLIPMYFQ |  | YQIIMTMIVH |  | KNWVDLAWAV |
| SYYIRFFITY |  | IPFYGILGAL |  | LFLNFIRFLE |  | SHWFVWVTQM |  | NHIVMEIDQE |
| AYRDWFSSQL |  | TATCNVEQSF |  | FNDWFSGHLN |  | FQIEHHLFPT |  | MPRHNLHKIA |
| PLVKSLCAKH |  | GIEYQEKPLL |  | RALLDIIRSL |  | KKSGKLWLDA |  | YLHK       |

A: Аланін

C: Цистеїн

D: Аспарагінова кислота

E: Глутамінова кислота

F: Фенілаланін

G: Гліцин

H: Гістидин

I: Ізолейцин

K: Лізин

L: Лейцин

M: Метіонін

N: Аспарагін

P: Пролін

Q: Глутамін

R: Аргінін

S: Серин

T: Треонін

V: Валін

W: Триптофан

Кодований геном білок за функцією належить до оксидоредуктаз. 
Задіяний у таких біологічних процесах, як метаболізм жирних кислот, метаболізм ліпідів, транспорт, біосинтез жирних кислот, біосинтез ліпідів, транспорт електронів, альтернативний сплайсинг. 
Локалізований у мембрані, ендоплазматичному ретикулумі.